# 贾阳
贾阳（1970年8月15日—），吉林省梨树县人，中国空间技术研究院总体部研究员，探月工程嫦娥三号探测器系统以及副总设计师，火星探测任务天问一号探测器系统副总设计师。他带队设计玉兔号与玉兔二号月球车，之后，2016年以后带队研制中国首台火星车。